# Hermann II. (Abt von St. Blasien)
Hermann II. (auch Hermannus II.; † 25. Februar in St. Blasien) war von 1223 bis 1237 Abt im Kloster St. Blasien im Südschwarzwald. Er resignierte aufgrund Elephantiasis im Dezember 1237. Seine beiden Nachfolger ereilte das gleiche Schicksal.